# 道の駅R290とちお
道の駅R290とちお（みちのえき ルート290とちお）は、新潟県長岡市栃尾宮沢（栃尾地域）にある国道290号の道の駅である。

## 沿革
建設地は泉・平沢土地区画整理事業地内。
- 1995年（平成7年）10月 - （仮称）産業振興会館基本構想がまとまる[4]。
- 1996年度（平成8年度） - 「産業交流ミュージアム整備事業」開始[5]。
- 1998年（平成10年）
  - 5月 - 産業交流センター「おりなす」が完成[6]。
  - 7月 - 「産業交流ミュージアム整備事業」第二期工事に着手[5]。
- 1999年（平成11年）7月30日 - 物産館、せせらぎ広場、交流広場、イベント広場、庭園、駐車場がオープンし「道の駅」開駅[1]。

## 施設
- 駐車場
  - 普通車：98台
  - 大型車：5台
  - 身障者用：2台
- トイレ（いずれも24時間利用可能）
  - 男：大 5器、小 15器
  - 女：15器
  - 身障者用：2器
- 公衆電話：1台
- 栃尾産業交流センター「おりなす」
  - 子育ての駅とちお「すくすく」
- 物産館

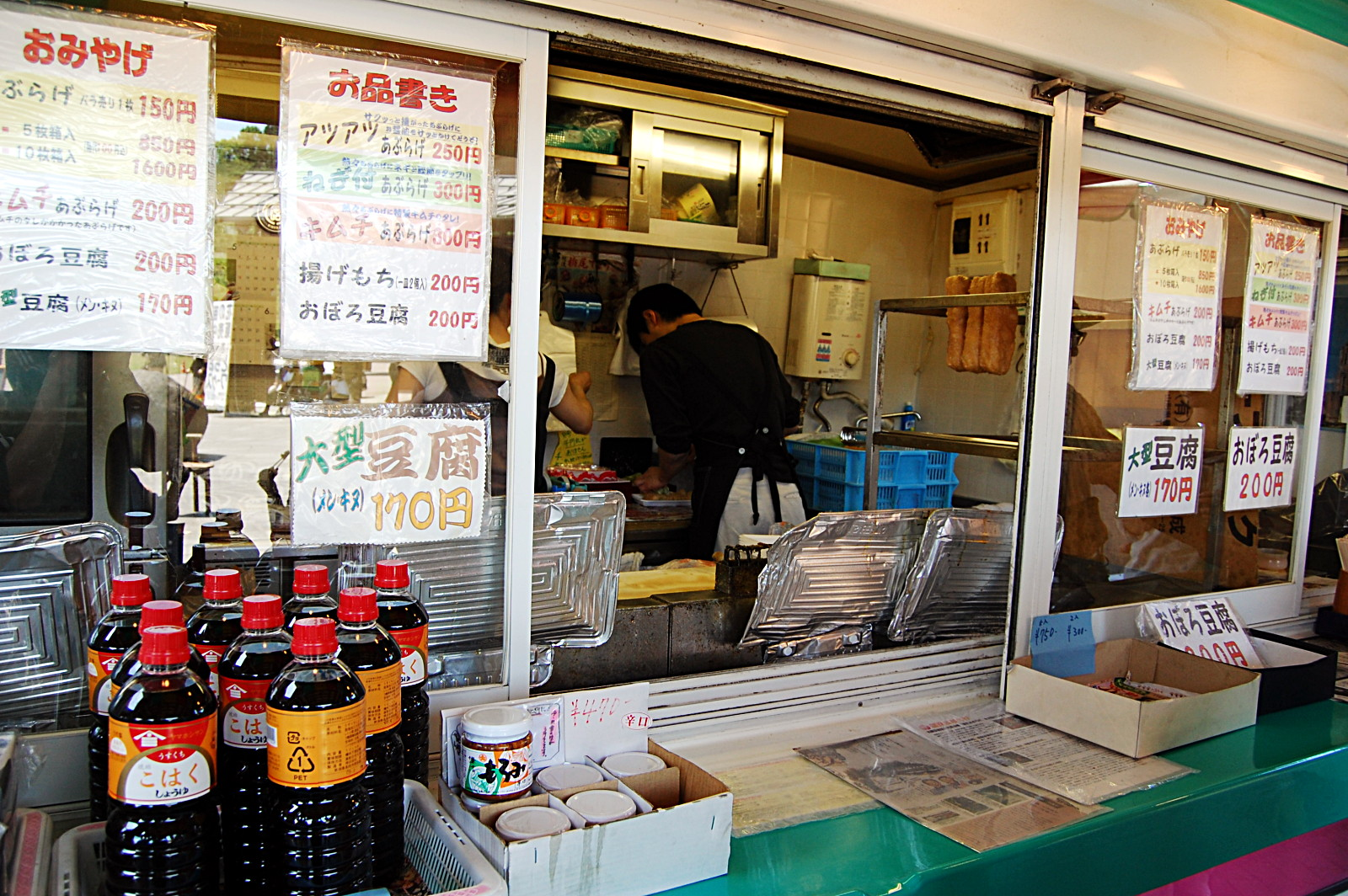
油揚げスタンド「揚げ処さとう」

  - 「は〜もに〜物産館」（10:00 - 18:00）
  - レストラン「レストランとちお」（10:00 - 18:00）
  - 観光情報コーナー
  - 休憩・体験コーナー
- 油揚げスタンド「揚げ処さとう」（10:00 - 17:30）
- 庭園

### 管理
- 長岡市

## 休館日
- 年末年始

## アクセス
- 国道290号 - 登録路線
  - 国道351号
  - 新潟県道19号見附栃尾線
- 越後交通 栃尾車庫=栃堀・栗山沢線「おりなす」バス停（国道290号沿い）より徒歩約2分

## 周辺
- 秋葉公園
- 長岡市栃尾美術館
- 栃尾城跡
- 常安寺
- 雁木のまち並み
- 長岡市役所栃尾支所
- とちおファミリースキー場